# Franz Termer

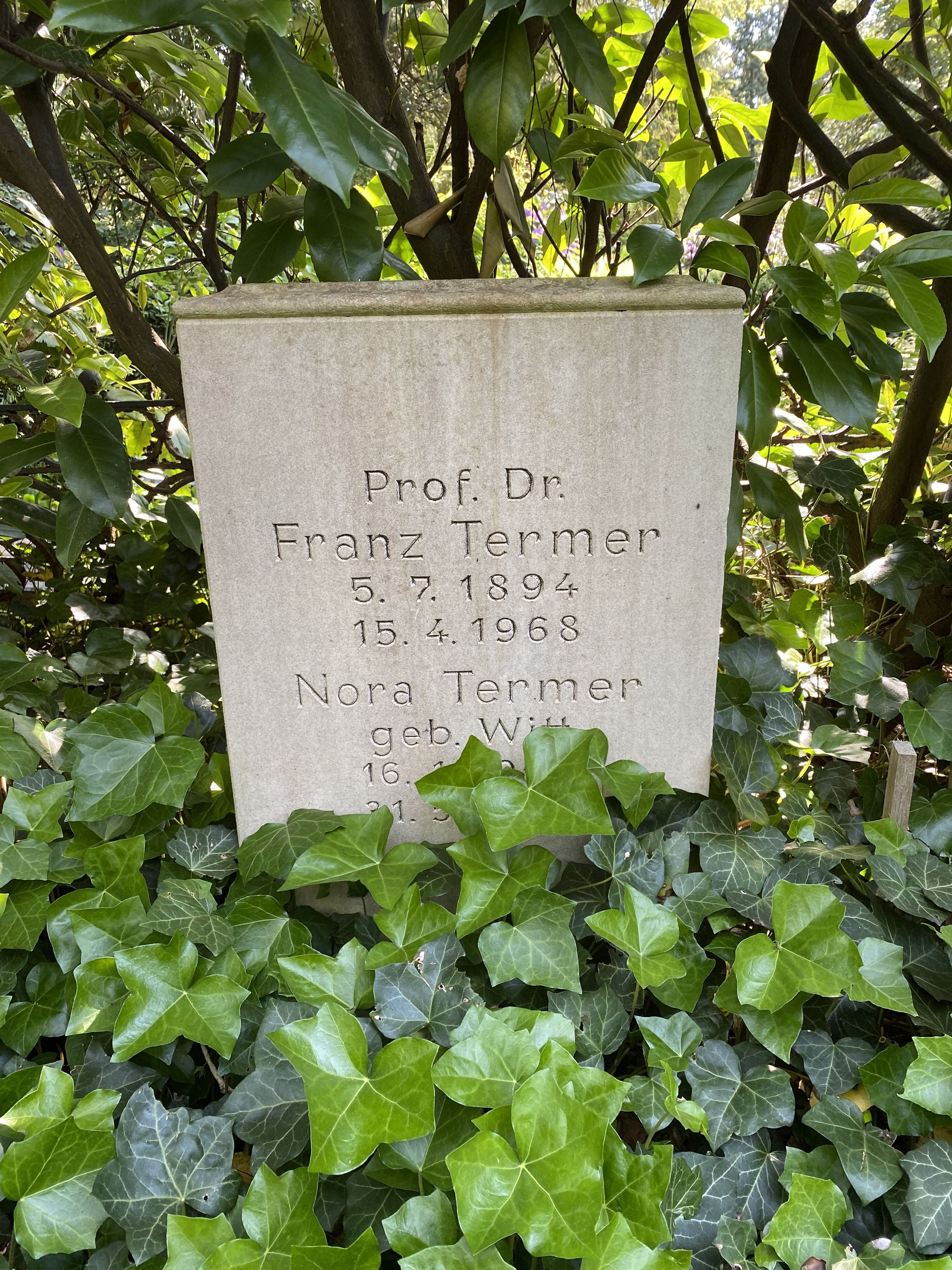
Grabstätte auf dem Nienstedtener Friedhof

Karl Ferdinand Franz Termer (* 5. Juli 1894 in Berlin; † 15. April 1968 in Hamburg) war ein deutscher Ethnologe und Altamerikanist. Er war von 1935 bis 1962 Direktor des Hamburgischen Museums für Völkerkunde und Professor an der Universität Hamburg.

## Leben
Franz Termer studierte nach dem Abitur in Berlin ab 1913 Geographie und Völkerkunde in Berlin (u. a. bei Eduard Seler) und Würzburg (Karl Sapper). Er promovierte 1920 mit einer Arbeit über Die Entwicklung der länder- und völkerkundlichen Kenntnisse über Mittelamerika im 16. Jahrhundert. Nach seiner Habilitation 1923 war er Assistent und Privatdozent am Lehrstuhl Sappers, ab 1929 außerordentlicher und ab 1932 ordentlicher Professor für Geografie und Ethnologie an der Julius-Maximilians-Universität Würzburg. 
Von 1935 bis 1962 war er als Nachfolger Georg Thilenius’ Direktor des Museums für Völkerkunde Hamburg und lehrte an der Universität Hamburg als ordentlicher Professor für Völkerkunde. Aufgrund seiner amerikanistischen Ausrichtung war Hamburg in dieser Zeit nach Berlin und Bonn das dritte Zentrum der Amerikanistik in Deutschland. Von 1937 bis 1946 war Termer Vorsitzender der Deutschen Gesellschaft für Völkerkunde. Im Jahr 1940 wurde er zum Mitglied der Leopoldina gewählt. Zu seinen akademischen Schülern gehören Günter Zimmermann, Bodo Spranz und Thomas S. Barthel.
Seine Forschungsschwerpunkte waren Mexiko und Zentralamerika, vor allem die Maya-Kultur. Er unternahm sechs Reisen durch Mittelamerika und publizierte geographische, vulkanologische und ethnographische Studien zu der Region
Franz Termer ruht auf dem Nienstedtener Friedhof.

## Schriften (Auswahl)
- Zur Ethnologie und Ethnographie des nördlichen Mittelamerika (= Ibero-amerikanisches Archiv. Jg. 4, H. 3, 1930, ISSN 0340-3068). F. Dümmler, Berlin 1930.
- Vom Kunsthandwerk altamerikanischer Kulturvölker. Verlag des Hamburgischen Museums für Völkerkunde und Vorgeschichte, Hamburg 1951.
- Die Mayaforschung. J.A. Barth, Leipzig 1952.
- Karl Theodor Sapper, 1866–1945. Leben und Wirken eines deutschen Geographen und Geologen. J.A. Barth, Leipzig 1966 (= Lebensdarstellungen deutscher Naturforscher. Band 12).
- Palo Gordo. Ein Beitrag zur Archäologie des pazifischen Guatemala. Renner, München 1973.